# Вуолаб, Кертту
Кертту Маарит Кирсти Вуолаб (фин. Kerttu Maarit Kirsti Vuolab; 1 мая 1951, Утсйоки, Финляндия) — финская саамская писательница, пишущая на северносаамском языке.

## Биография
Родилась 1 мая 1951 года в Утсйоки в семье Нильса Ола Вуолаба и Кристийны Китти.
6 декабря 2006 года награждена Орденом Белой розы I степени.
В 2011 году за новеллу «Bárbmoáirras» (2008) была номинирована на премию Северного совета в области саамской литературы.
21 ноября 2014 года стала лауреатом премии Gollegiella («Золотой язык») за вклад в сохранение и развитие саамских языков.